# Radio Aurora
Aurora FM fue una estación radial chilena ubicada en el 88.1 MHz del dial FM en Santiago de Chile, que inició transmisiones el 1 de diciembre de 1982. El 26 de agosto de 2002 dio paso a la actual Radio Imagina. Perteneció originalmente a Compañía Radio Chilena S.A., misma dueña de Radio Chilena y en septiembre de 1999 se vendió a Ibero American Radio Chile.

## Historia
Originalmente, la emisora iba a llamarse Radio La Aurora Chilena, en honor al periódico del mismo nombre que fue el primer medio escrito editado en el país. Luego, el nombre fue acortado para una mejor difusión.
En un comienzo, Aurora FM era una radio de música anglo, pero posteriormente redefinió su estilo y optó por la música latina preferentemente orientada a la mujer. El director artístico y programador musical en esta primera etapa fue don Carlos Alfonso Hidalgo Osorio, quien en 1988 fue reemplazado por el locutor Patricio Esquivel Lobos hasta noviembre de 1997 cuando regresa Carlos Alfonso Hidalgo. Algunos de sus programas fueron Los Ocho Magníficos de Aurora, ránking semanal o Escenario, teniendo entre sus locutores a Antonio Vodanovic, Rodolfo Roth, Gerardo Bastidas, Luis Hernán Schwaner, Miguel Davagnino, Manuel Enrique Thompson, Patricio Esquivel, Patricio Villanueva, Carlos Bencini, Marcos Castañeda, Cristián Luengo, Hugo Meléndez, Christian Gordon, Claudio Vogel, entre otros. Sus estudios estaban ubicados en calle Paseo Phillips 40, 2° piso.
En septiembre de 1999, Compañía Radio Chilena S.A. vende Radio Aurora a Ibero American Radio Chile, por aproximadamente 10 millones de dólares.
El 27 de enero de 2000, su nuevo dueño Ibero American Radio Chile hizo una reestructuración en la emisora, cambiando la voz del destacado locutor Christian Gordon por las del actor Roberto Poblete, Edmundo Eguiluz y Gloria Loyola y el nuevo eslogan fue Algo nuevo en el aire.
El 26 de agosto de 2002, se decidió cambiar su nombre y crear un nuevo proyecto llamado Radio Imagina, que conservó en algo su estilo y algunas de sus frecuencias de Arica a Punta Arenas.

## Antiguas frecuencias
- 88.1 MHz (Santiago), hoy Radio Imagina.
- 97.7 MHz (Arica), hoy Radio Imagina.
- 96.3 MHz (Iquique), hoy Radio Concierto, parte de Ibero Americana Radio Chile.
- 104.7 MHz (Calama), hoy FM Dos, parte de Ibero Americana Radio Chile.
- 94.5 MHz (Antofagasta), hoy Radio Futuro, parte de Ibero Americana Radio Chile.
- 102.5 MHz (Copiapó), hoy Radio Concierto, parte de Ibero Americana Radio Chile.
- 92.9 MHz (La Serena), hoy Radio Universo, no tiene relación con IARC. La frecuencia fue comprada a la antigua Radio VIVA FM.
- 90.9 MHz (Tongoy), hoy Radio Alegre de Ovalle no tiene relación con Ibero Americana Radio Chile.
- 100.5 MHz (Gran Valparaíso), hoy Radio Corazón, parte de Ibero Americana Radio Chile.
- 96.9 MHz (Los Andes/San Felipe), hoy ADN Radio Chile, parte de Ibero Americana Radio Chile.
- 103.7 MHz (Rancagua), hoy ADN Radio Chile, parte de Ibero Americana Radio Chile.
- 98.9 MHz (Talca), hoy Radio Imagina.
- 104.7 MHz (Chillán), hoy Radio El Sembrador, no tiene relación con IARC.
- 106.5 MHz (Concepción), hoy Radio Futuro, parte de Ibero Americana Radio Chile.
- 90.3 MHz (Los Ángeles), hoy Radio Pudahuel, parte de Ibero Americana Radio Chile.
- 97.9 MHz (Temuco), hoy Radio Armonía, no tiene relación con IARC.
- 98.5 MHz (Valdivia), hoy Positiva FM, no tiene relación con IARC.
- 92.3 MHz (Osorno), hoy ADN Radio Chile, parte de Ibero Americana Radio Chile.
- 92.3 MHz (Puerto Montt), hoy Radio Nueva Belén, no tiene relación con IARC.
- 105.5 MHz (Puerto Aysén); hoy Radio Estrella del Mar, no tiene relación con IARC.
- 89.5 MHz (Coyhaique), hoy Inicia Radio, no tiene relación con IARC.
- 92.7 MHz (Punta Arenas), hoy Radio Concierto, parte de Ibero Americana Radio Chile.